# Vallat (Castellón)
Vallat ist eine Gemeinde (Municipio) mit 71 Einwohnern (Stand: 2024) in der Provinz Castellón in der spanischen autonomomen Region Valencia. 

## Geographie
Vallat liegt etwa 21 Kilometer westnordwestlich der Provinzhauptstadt Castellón de la Plana und etwa 73 Kilometer nördlich von Valencia im Bezirk Alto Mijares in einer Höhe von ca. 275 m am Río Mijares. 

## Sehenswürdigkeiten
- Burgruine von Ganalur
- Johanniskirche
- Dreifaltigkeitskirche
- Barbarakapelle
- Rathaus

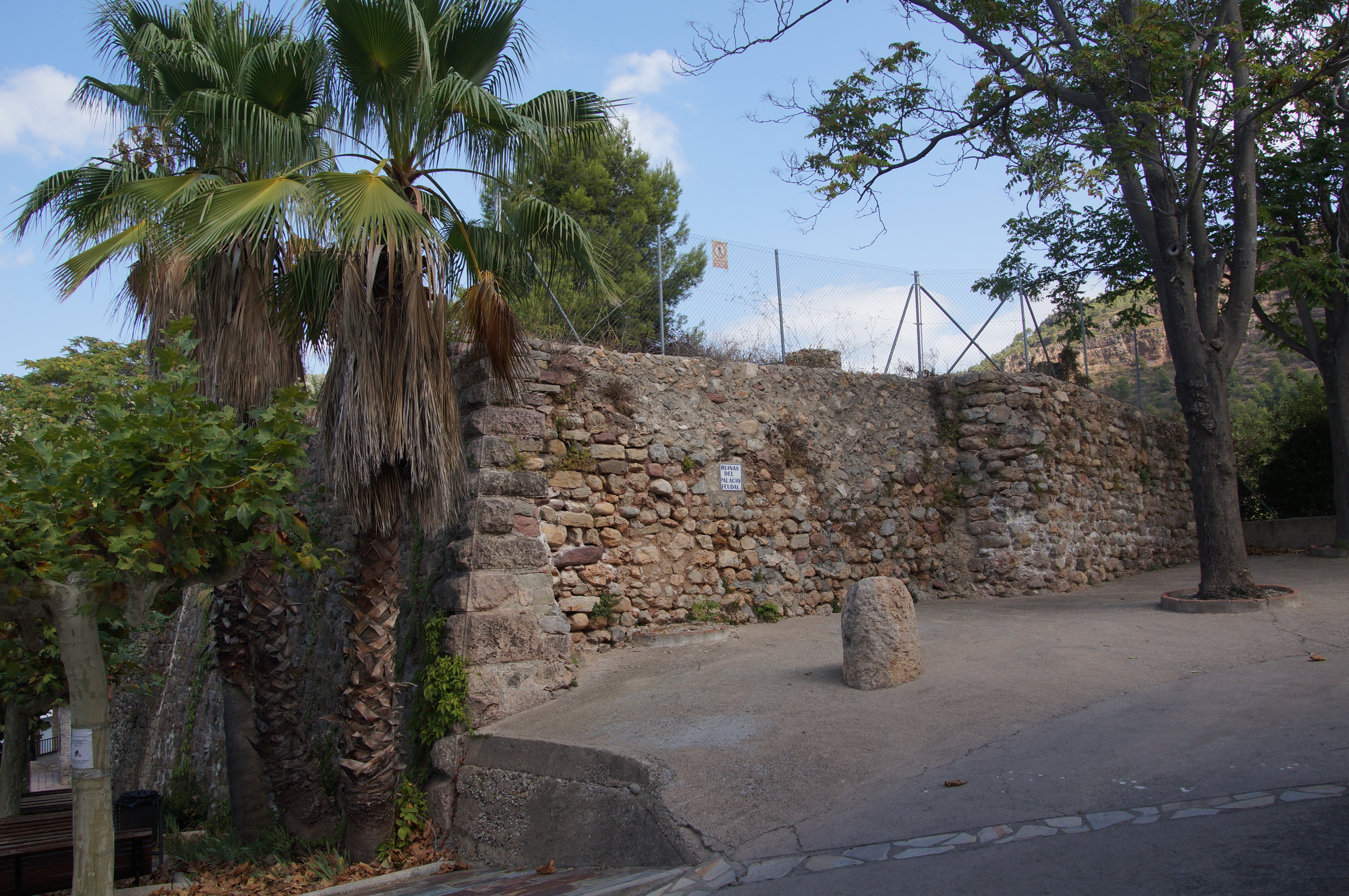
Burgruine von Toga
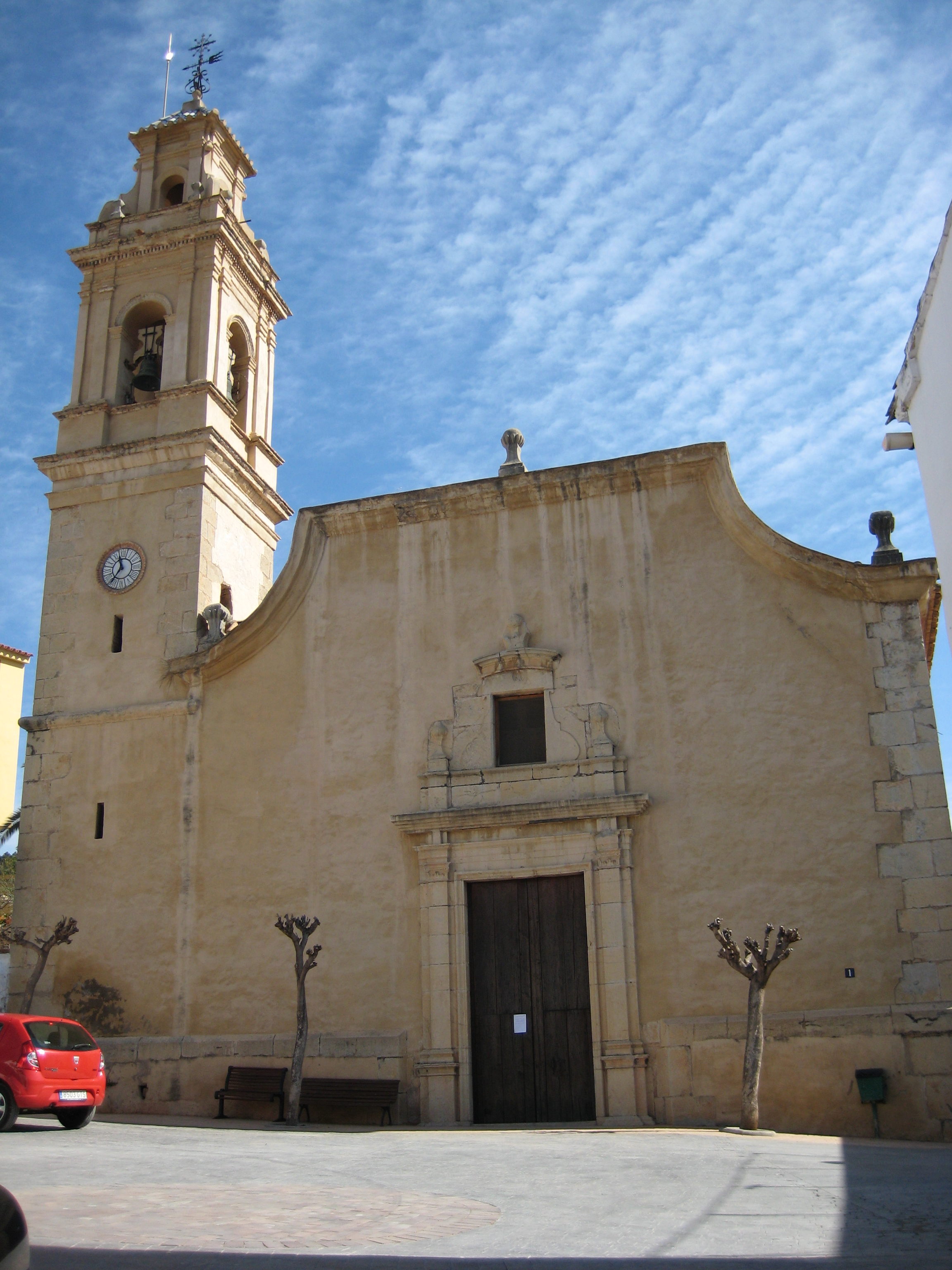
Johanniskirche